# Snowboard nos Jogos Paralímpicos de Inverno de 2018 - Banked slalom masculino
As provas de banked slalom masculino do snowboard nos Jogos Paralímpicos de Inverno de 2018 foram disputadas no Centro Alpino Jeongseon, localizado em Bukpyeong-myeon, Jeongseon, em 16 de março.

## Medalhistas
| Medalha | Classe SB-UL          | Classe SB-LL1     | Classe SB-LL2         |
| ------- | --------------------- | ----------------- | --------------------- |
| Ouro    | USA Mike Minor        | USA Noah Elliott  | JPN Gurimu Narita     |
| Prata   | AUT Patrick Mayrhofer | USA Mike Schultz  | USA Evan Strong       |
| Bronze  | AUS Simon Patmore     | CRO Bruno Bošnjak | FIN Matti Suur-Hamari |

## Resultados

### Classe SB-UL
| Pos. | Bib | Atleta                    | Descida 1 | Descida 2 | Descida 3 | Melhor  | Diferença |
| ---- | --- | ------------------------- | --------- | --------- | --------- | ------- | --------- |
| 01 ! | 8   | USA Mike Minor            | 53.29     | 53.92     | 50.77     | 50.77   | —         |
| 02 ! | 6   | AUT Patrick Mayrhofer     | 57.30     | 51.96     | 51.36     | 51.36   | +0.59     |
| 03 ! | 5   | AUS Simon Patmore         | 54.11     | 52.78     | 51.99     | 51.99   | +1.22     |
| 4    | 7   | ITA Jacopo Luchini        | 54.30     | 56.05     | 52.02     | 52.02   | +1.25     |
| 5    | 4   | AUS Sean Pollard          | 57.11     | 53.84     | 55.39     | 53.84   | +3.07     |
| 6    | 3   | ITA Manuel Pozzerle       | 57.38     | 56.05     | 54.19     | 54.19   | +3.42     |
| 7    | 2   | GBR Ben Moore             | 56.79     | 54.33     | DSQ       | 54.33   | +3.56     |
| 8    | 9   | CAN Curt Minard           | 55.13     | 54.67     | 55.09     | 54.67   | +3.90     |
| 9    | 14  | CHN Jiang Zihao           | 1:00.56   | 56.77     | 1:20.55   | 56.77   | +6.00     |
| 10   | 22  | NPA Mikhail Slinkin       | 1:05.15   | 57.79     | 57.00     | 57.00   | +6.23     |
| 10   | 1   | GBR James Barnes-Miller   | 58.23     | 57.00     | 1:08.17   | 57.00   | +6.23     |
| 12   | 11  | KOR Park Hang-seung       | 1:02.55   | 57.88     | 57.07     | 57.07   | +6.30     |
| 13   | 10  | CHN Chen Zhuo             | 1:25.76   | DSQ       | 57.49     | 57.49   | +6.72     |
| 14   | 15  | USA James Sides           | 1:01.34   | 1:01.21   | 58.11     | 58.11   | +7.34     |
| 15   | 13  | ITA Roberto Cavicchi      | 1:01.54   | 58.17     | 59.05     | 58.17   | +7.40     |
| 16   | 12  | FRA Julien Roulet         | 58.47     | 58.67     | 58.31     | 58.31   | +7.54     |
| 17   | 16  | CAN Andrew Genge          | 1:00.01   | 58.95     | 58.63     | 58.63   | +7.86     |
| 18   | 17  | USA Michael Spivey        | 1:01.95   | 59.74     | 59.40     | 59.40   | +8.63     |
| 19   | 20  | GRE Konstantinos Petrakis | 1:03.30   | 59.45     | 1:00.97   | 59.45   | +8.68     |
| 20   | 19  | FIN Matti Sairanen        | DNF       | DNF       | 1:02.45   | 1:02.45 | +11.68    |
| 21   | 21  | IRI Puriya Khaliltash     | 1:32.41   | 1:05.31   | 1:02.67   | 1:02.67 | +11.90    |
| 22   | 18  | KOR Park Su-hyeok         | 1:04.97   | 1:03.80   | 1:03.89   | 1:03.80 | +13.03    |

### Classe SB-LL1
| Pos. | Bib | Atleta                     | Descida 1 | Descida 2 | Descida 3 | Melhor  | Diferença |
| ---- | --- | -------------------------- | --------- | --------- | --------- | ------- | --------- |
| 01 ! | 27  | USA Noah Elliott           | 52.77     | 53.84     | 51.90     | 51.90   | —         |
| 02 ! | 25  | USA Mike Schultz           | 54.21     | DSQ       | 53.42     | 53.42   | +1.52     |
| 03 ! | 29  | CRO Bruno Bošnjak          | 57.23     | 54.08     | 1:02.68   | 54.08   | +2.18     |
| 4    | 23  | NED Chris Vos              | 59.24     | 54.28     | DNF       | 54.28   | +2.38     |
| 5    | 30  | AUT Reinhold Schett        | 1:00.95   | 57.14     | 56.28     | 56.28   | +4.38     |
| 6    | 26  | JPN Daichi Oguri           | 1:00.16   | DSQ       | 58.47     | 58.47   | +6.57     |
| 7    | 24  | NOR Kristian Moen          | 1:03.39   | 59.19     | DNF       | 59.19   | +7.29     |
| 8    | 28  | USA Mike Mann              | 1:10.67   | 1:01.78   | DNF       | 1:01.78 | +9.88     |
| 9    | 32  | DEN Daniel Wagner          | 1:07.24   | 1:12.11   | 1:08.32   | 1:07.24 | +15.34    |
| 10   | 35  | BRA André Cintra           | 1:35.18   | 1:07.88   | 1:08.53   | 1:07.88 | +15.98    |
| 11   | 34  | ROU Mihăiță Papară         | 1:31.41   | 1:10.85   | 1:12.18   | 1:10.85 | +18.95    |
| 12   | 33  | ESP Víctor Manuel González | 1:21.59   | DSQ       | DNF       | 1:21.59 | +29.69    |
| —    | 31  | JPN Atsushi Yamamoto       | DSQ       | DNF       | DNS       | 99.99 ! | 99.99 !   |

### Classe SB-LL2
| Pos. | Bib | Atleta                  | Descida 1 | Descida 2 | Descida 3 | Melhor  | Diferença |
| ---- | --- | ----------------------- | --------- | --------- | --------- | ------- | --------- |
| 01 ! | 36  | JPN Gurimu Narita       | 50.17     | 49.61     | 48.68     | 48.68   | —         |
| 02 ! | 43  | USA Evan Strong         | 51.03     | 50.05     | 49.20     | 49.20   | +0.52     |
| 03 ! | 39  | FIN Matti Suur-Hamari   | 51.05     | 51.64     | 49.51     | 49.51   | +0.83     |
| 4    | 40  | USA Mike Shea           | 50.45     | 50.01     | 49.70     | 49.70   | +1.02     |
| 5    | 44  | NZL Carl Murphy         | 52.00     | 51.80     | 50.21     | 50.21   | +1.53     |
| 6    | 42  | USA Keith Gabel         | 52.81     | 51.86     | 51.43     | 51.43   | +2.75     |
| 7    | 41  | AUS Ben Tudhope         | 52.02     | 52.63     | 51.68     | 51.68   | +3.00     |
| 8    | 37  | CAN John Leslie         | 57.56     | 54.10     | 52.53     | 52.53   | +3.85     |
| 9    | 38  | GBR Owen Pick           | 52.81     | DSQ       | 53.26     | 52.81   | +4.13     |
| 10   | 45  | CAN Alex Massie         | 54.40     | 54.14     | 53.28     | 53.28   | +4.60     |
| 11   | 46  | CHN Sun Qi              | 59.58     | 1:05.06   | 53.66     | 53.66   | +4.98     |
| 12   | 49  | CAN Colton Liddle       | 57.13     | 56.15     | 1:06.49   | 56.15   | +7.47     |
| 13   | 47  | ARG Carlos Codina       | 1:08.44   | 1:01.96   | 56.24     | 56.24   | +7.56     |
| 14   | 48  | CHN Liu Gengliang       | 57.89     | 1:05.57   | 58.32     | 57.89   | +9.21     |
| 15   | 51  | UKR Ivan Osharov        | 1:05.84   | 1:02.78   | 1:03.76   | 1:02.78 | +14.10    |
| 16   | 54  | NPA Vladimir Igushkin   | 1:18.83   | 1:12.66   | 1:08.50   | 1:08.50 | +19.82    |
| 17   | 53  | IRI Hossein Solghani    | 1:11.84   | DSQ       | 1:09.11   | 1:09.11 | +20.43    |
| 18   | 52  | KOR Choi Suk-min        | 1:20.02   | 1:27.99   | 1:25.20   | 1:20.02 | +31.34    |
| 19   | 55  | NPA Aleksandr Tsygankov | 1:24.02   | 1:41.15   | 1:30.22   | 1:24.02 | +35.34    |
| —    | 50  | KOR Kim Yun-ho          | DNF       | DNS       | DNS       | 99.99 ! | 99.99 !   |

Legenda
| Recorde mundial      | Recorde mundial (World record)               |                       | Recorde africano                      | Recorde africano (African) |                                           | Q | Classificado por posição (Qualified) |
| Recorde paralímpico  | Recorde paralímpico (Paralympic record)      | Recorde da América    | Recorde da América (Americas)         | q                          | Classificado por melhor tempo (Qualified) |   |                                      |
| Melhor marca do ano  | Melhor marca do ano (World leading)          | Recorde asiático      | Recorde asiático (Asian)              | DNS                        | Não largou (Did not start)                |   |                                      |
| Recorde nacional     | Recorde nacional (National record)           | Recorde europeu       | Recorde europeu (European)            | DNF                        | Não terminou (Did not finish)             |   |                                      |
| Recorde pessoal      | Recorde pessoal do atleta (Personal best)    | Recorde da Oceania    | Recorde da Oceania (Oceania)          | DSQ / DQ                   | Desclassificado (Disqualified)            |   |                                      |
| Recorde da temporada | Recorde da temporada do atleta (Season best) | Recorde sul-americano | Recorde sul-americano (South America) | NM                         | Sem marca (No mark)                       |   |                                      |